# Bipolar Explorer
Bipolar Explorer est un groupe de dream pop américain, originaire de New York.  Sous sa forme actuelle, avec en membres fondateurs Summer Serafin (chant, spoken word) et Michael Serafin-Wells (guitares, guitare basse, percussion, chant, spoken word), le groupe a sorti huit albums et six singles sur le label Slugg Records, en commençant par le double-album Of Love and Loss en 2012. Le groupe est devenu un trio avec l'arrivée de la française Sylvia Solanas (spoken word) en 2018.

## Histoire

### Formation etOf Love And Loss(2005-2012)
D'abord composé de deux anciens membres du groupe Uncle, Michael Serafin-Wells (auteur-compositeur-interprète, guitares, guitare basse, chant) et Yves Gerard (batterie, chant) et après un 1er album de rock indie - Go Negative (2005, Slugg Records), Bipolar Explorer change de direction musicale et de configuration avec l'arrivée de Summer Serafin en cofondatrice et vocaliste.
Le groupe remanié présente son nouveau son lors d'un concert au Cooper Square Hotel de New York en mars 2010. Le magazine PopMatters le décrit alors comme “éclectique, puissant et déterminé” .
Bipolar Explorer commence ensuite à travailler à l'enregistrement d'un EP pour Slugg Records à Brooklyn.
Mais, avant que l'EP ait pu être achevé, Summer Serafin décède le 18 mars 2011 à la suite d'un tragique accident. Elle avait tout juste 31 ans. 
Ce n'est que plusieurs mois plus tard, et avec de nouvelles chansons écrites post-tragédie, que Serafin-Wells et le groupe retournent en studio, pour sortir en octobre 2012 le double album Of Love and Loss, écrit et composé pour, à propos de, et en hommage à Summer Serafin. Daryl Darko Barnett de Ground Control Magazine déclare à propos du double album “ l'accomplissement musical le plus considérablement remuant et addictif qu'il nous ait été donné d'écouter depuis un certain temps”, et le cite dans le palmarès du magazine des Meilleurs Albums de l'Année.

### AngelsetBPXmas(2014-2015)
Le groupe sort successivement deux albums : un album de fêtes, BPXmas le 3 décembre 2014, puis le successeur de Of Love and Loss, Angels le jour de l'an 2015. 
La relecture des classiques de Noël par le groupe, dans ce style dream pop qui leur est si propre, est remarqué par l'émission On Being de la radio NPR  et les deux albums commencent à être diffusés par la radio WFMU, en particulier dans l'émission de Irene Trudel, DJ légendaire de la station, qui décrit leur son comme de la « géniale et belle drifty-pop » . 
Daryl Darko Barnett écrit alors un article sur le groupe intitulé “Bipolar Explorer Work a Double-Shift Through the Holidays” (« Bipolar Explorer Travaille Double Pendant Les Fêtes ») pour le magazine Ground Control et, fin 2015, l'album Angels est élu à la première place de leur classement des Meilleurs Albums de l'Année, le qualifiant de “électrifiant – comment sonne la musique alimentée par l'amour brut et les émotions”.

### Electric Hymnal(2016)
Le groupe sort son cinquième album en juin 2016. Il s'agit d'une collection de chansons de dévotion et de spoken word, à la fois sacrées et profanes, décrite come une « prière sonique » pour leur défunte membre Summer Serafin. Michael Serafin-Wells utilise à nouveau le spoken word après une première incursion et compose de la poésie narrative pour une voix féminine et la souligne dans les parutions qui en découlent avec des guitares dans les styles post-rock et ambient. Le magazine Ground Control, une fois de plus, salue le travail "...Préparez-vous à être soulevés et emportés au loin par une rêverie de mélodies pieuses. Pendant l'écoute, j'ai commencé à sentir comme si j'étais en train de voler. N'oubliez pas que Bipolar Explorer est un groupe post-rock. Des chants graves tels des grognements, des tempos noueux et grinçants, des nappes de boucles rythmiques qui s'échappent et s'élèvent au-dessus du poids de ce monde, là où les anges et le vivant s'entremêlent..."  
Electric Hymnal, dont la pochette est réalisée par l'artiste américain Michael Creese, sort uniquement en CD édition limitée (pas de version numérique) et est offert tel un « don de foi » par le groupe aux fans qui en font la demande.

### Dream Together(2017)
Le groupe sort son sixième album Dream Together le 1er janvier 2017. Liz Berg de WFMU en joue des morceaux lors de son émission et dit de l'album qu'il est « juste un excellent album »  et « beau, empli de tristesse et de merveille ». L'album fait également son apparition dans les charts de la radio libre californienne KDVS, débutant à la quatrième place des nouveautés de début janvier puis à la dix-huitième place tous classements confondus dans les semaines suivantes.
L'album se fait connaître en Europe et est salué par le webzine français Indiemusic “magique et majestueux – un tour-de-force ultime”.
S'ensuit une interview pour le magazine entre Raphaël Duprez, rédacteur en chef adjoint, et Michael, le 20 février 2017. Voici la réponse de Michael lorsque Raphaël lui demande comment le groupe et lui parviennent à poursuivre après le tragique événement de 2011 : “Summer n’est pas la principale raison pour laquelle Bipolar Explorer continue à exister ; elle est la seule et unique raison. Elle EST la raison. Et je pense que je peux dire avec confiance que je fais les choses pour une cause réelle si je sais que cette cause, c’est elle. Je n’ai pas d’autre ambition que de lui rendre hommage et de l’honorer. Elle est ma conscience.” 

### Sometimes in Dreams(2018)
Leur septième, et double album, Sometimes in Dreams, sort le jour de l'an 2018. Pour Joe McGasko de Surface Noise l'album  est “épique et touchant” .
Il figure à nouveau rapidement sur les playlists de WFMU, notamment dans l'émission de Irene Trudel  et dans celle de Gaylord Field .
Le 2 janvier le webzine français Indiemusic écrit que le nouvel album est “Essentiel et inoubliable. Pas de doute, c'est un album majeur.” 
Au mois de mai 2018, Sometimes in Dreams atteint la 19e place du classement albums de la radio WFMU, se retrouvant ainsi sur la playlist intermédiaire, et fait son entrée officielle dans le classement North American College and Community Radio (NACC) qui comptabilise les diffusions sur les radios universitaires aux États-Unis et au Canada.

### Til Morning Is Nigh(2018)
Novembre 2018, sortie du huitième album du groupe, Til Morning Is Nigh: A Dream Of Christmas. En plus de nouvelles instrumentations additionnelles notamment au synthé, orgue, et mélodica, le groupe a accueilli Sylvia Solanas (spoken word) comme nouvelle membre  et avec laquelle Michael Serafin-Wells a commencé un duo dreampop sous le nom de Tremosphere.
Alors qu'ils commencèrent à travailler à la fois sur un EP pour Tremosphere et l'album de Noël pour Bipolar Explorer, Michael Serafin-Wells fut renversé par une voiture à New York, souffrant de multiples blessures sévères suivies d'une embolie pulmonaire, qui lui a été presque fatale. Il fut ainsi hospitalisé pendant plusieurs semaines.
Les deux albums furent néanmoins enregistrés et commercialisés, Til Morning Is Nigh: A Dream Of Christmas avec une sortie plus tard que prévu, en fin d'année 2018, et l'EP de Tremosphere est devenu un album, Interiors, paru en 2019, tandis que la convalescence de Michael Serafin-Wells se poursuit.
Til Morning Is Nigh: A Dream Of Christmas a eu un très bon accueil, bénéficiant de plusieurs passages radio, notamment en Australie, aux États-Unis sur WFMU, et au Royaume-Uni sur la station londonienne Resonance FM dans l'émission The Sound Projector Radio Show .

### The Dark Outside,The Light Within/Til Morning Is Nigh Documentary(2019)
En juillet 2019 sort le cinquième single du groupe, The Dark Outside, The Light Within - single qui a été composé et enregistré pour le projet radio expérimental "The Dark Outside” et diffusé pour la première fois dans le cadre de l'évènement radio le 20 juin 2019 à Londres sur la fréquence 87.7fm.  
Juillet 2019 marque aussi les débuts du groupe sur les ondes aux Pays-Bas, dans l'émission post-rock de la station Radio Hoogeveen, De Mist, et la production d'un documentaire en six parties sur l'enregistrement de leur huitième album - The Making of "Til Morning Is Nigh", avec diffusion hebdomadaire durant les mois d'août et septembre 2019 sur la chaine YouTube du groupe.

## Membres affiliés et anciens
- Sean Lahey (2008-2012, en pause) - guitare
- Kim Donovan (2015-2018)  - spoken word
- Jason Sutherland (2012-2017) - guitare
- Eva Potter (2013-2014) - guitare basse
- Elizabeth Rossa (2009-2011) - guitare basse
- Alan Foreman (2012, on hiatus) - guitare, guitare basse
- Yves Gerard (formation première du groupe, indie rock, 2005) - batterie

## Discographie

### Albums
| Année | Titre                                                                | Notes                           |
| ----- | -------------------------------------------------------------------- | ------------------------------- |
| 2005  | Go Negative                                                          | formation indie rock antérieure |
| 2012  | Of Love And Loss                                                     | double album                    |
| 2014  | BPXmas                                                               |                                 |
| 2015  | Angels                                                               |                                 |
| 2016  | Electric Hymnal                                                      |                                 |
| 2017  | Dream Together                                                       |                                 |
| 2018  | Sometimes in Dreams                                                  | double album                    |
| 2018  | Til Morning Is Nigh: A Dream Of Christmas                            |                                 |
| 2020  | Deux Anges                                                           | double album                    |
| 2021  | Forests, Voices, Coastlines, Dreams: Recordings for The Dark Outside |                                 |
| 2023  | In The Hours Left Until Dawn                                         | double album                    |

### Singles
| Année | Titre                              |
| ----- | ---------------------------------- |
| 2013  | (O Come O Come) Emmanuel           |
| 2015  | Downtown Train                     |
| 2016  | We’ll All Go Together              |
| 2017  | Watchers and Holy Ones             |
| 2018  | Better Girl                        |
| 2019  | The Dark Outside, The Light Within |
| 2020  | eleven:eleven                      |